# Donaldius
Donaldius — монотипный род аранеоморфных пауков из подсемейства Dendryphantinae в семействе пауков-скакунов (Salticidae), к которому относится единственный вид: Donaldius lucidus Chickering, 1946. Распространён в Панаме. Известен единственным экземпляром самки, который был получен в 1936 году в городе Эль-Валле-де-Антон (исп. El Valle de Antón).